# Castelli in aria
Pour plus de détails, voir Fiche technique et Distribution.
Castelli in aria est un film germano-italien réalisé par Augusto Genina, sorti en 1939.
Le scénario du film est inspiré du roman Tre giorni in pardiso (Trois jours au paradis) de Franz Karl Franchy, dont l'adaptation a été effectuée par Renato Castellani et Mario Soldati.
Le film a été tourné à Cinecittà en double version, italienne et allemande, dirigé par Augusto Genina. La version italienne a été présentée lors de la Mostra de Venise de 1939. La version allemande a été appelée Ins blaue Leben.

## Synopsis
Un voyage de première classe en Italie est le gros lot d'une loterie autrichienne, gagné par une jeune et jolie employée de vestiaire d'un théâtre de Vienne. La jeune viennoise, qui s'appelle Mimi, rencontre dans le train, Richard, un pauvre joueur de violon qui a eu l'occasion de la voir, auparavant, à bord d'une voiture d'exception, et depuis, il la considère comme une grande dame. Pour lui plaire, il se présente comme un prince et lui offre d'être son guide dans les endroits qu'elle va visiter en trois jours : Venise, Florence et Naples. Trois jours de rêve plein d''amour qui se concluent par la révélation réciproque de leur identité.

## Fiche technique
- Titre : Castelli in aria
- Titre allemand : Ins blaue Leben
- Réalisation : Alessandro De Stefani, Augusto Genina, Franz Tanzler
- Montage : Waldemar Gaede, Fernando Tropea (en)
- Musique : Alessandro Cicognini
- Décors : Guido Fiorini, Gastone Medin
- Costumes : Gino Carlo Sensani[1]
- Maquillage : Mario Giuseppe Paoletti
- Producteur : Oreste Cariddi Barbieri
- Pays d'origine :  Royaume d'Italie |  Reich allemand
- Société de production : Astra Film
- Société de distribution : Generalcine (Royaume d'Italie)
- Genre : Comédie
- Durée : 96 min

## Distribution
- Lilian Harvey : Annie Wagner, dite 'Mimì'
- Vittorio De Sica : Riccardo Pietramola
- Otto Tressler : forestier
- Hilde von Stolz : la chanteuse
- Fritz Odemar : Walter
- Carla Sveva : la fille du vestiaire
- Umberto Sacripante : le marin de Capri
- Nino Altieri
- Yolanda D'Andrea
- Maria Della Lunga Mandarelli
- Federico De Martino
- Josefine Dora
- Fritzi Eckener
- Cesare Gambardelli
- Cirillo Konopleff
- Eduard Loibner
- Ferdinand Mayerhofer
- Guglielmo Morresi
- Hans Moser
- Rio Nobile
- Leo Peukert
- Anton Pointner
- Otello Polini
- Annie Rosar
- Alessio Sonhodolsky
- Hans Unterkircher
- Mihail Xantho

## Réception critique
- « Surprenant chez Genina, cette espèce de catalogue touristique C. I. T. (Compagnia Italiana Turismo) , peu habituelle chez son auteur. » (Vice, Popolo d'Italia, le 25 novembre 1939)
- « Les films d'Auguste Genina maintient [...] un parfait équilibre entre la véracité et le conte de fées. Une jolie fable qui brille de mille étoiles et ses petits trucs magiques dans un jeu continu d'illusion permanente avec la réalité. [...] Loin des contingences, pris chacun dans le rêve de l'autre, les deux amoureux, vivent intensément, en sachant que tout est faux. Cette douce folie de vivre trois jours dans la lumière de grands rêves impossibles, en mettant de côté la morne monotonie d'une réalité sans horizons [...] donne au film [...] son délicat sens de l'humanité et de la poésie. » (Lucio D'Ambra, Film, no  . 42, 7 octobre 1939)
- « Ce n'est pas le meilleur film de Genina, nous en sommes tous d'accord. Pourtant est-ce un film qui peut plaîre? À en juger par le succès en Allemagne, on peut dire que oui [..] La jolie petite fable est vécu avec grâce, avec une douce naïveté par Harvey; De Sica avec ce charme généreux qu'il met dans toutes ses aventures sentimentales. ...] » (Alberto Albani Barbieri, La Tribune, 17 août 1939)